# 21st Century Breakdown (nummer)
21st Century Breakdown is een nummer van de Amerikaanse rockband Green Day uit 2009. Het is de vierde single van hun gelijknamige 8e studioalbum.
De openingszin "Born into Nixon, I was raised into hell" verwijst naar 1972, het geboortejaar van Green Day-zanger Billie Joe Armstrong, terwijl de zin "We are the class of the class of '13" verwijst naar 2013, het jaar waarin Armstrongs oudste zoon Joseph zou afstuderen aan de middelbare school.
Het nummer werd enkel in Denemarken een grote hit. In Nederland haalde het nummer geen hitlijsten, in Vlaanderen haalde het de 15e positie in de Tipparade.